# William Baines
William Baines (Horbury, 26 marzo 1899 – York, 6 novembre 1922) è stato un compositore britannico.
Nacque nel novembre del 1899 ad Horbury, nello Yorkshire.
Nel 1913 la famiglia si spostò a Cleckheaton, ove Baines poté partecipare ai concerti della Bradford Permanent Orchestral Society e familiarizzare con il repertorio orchestrale di base. 
Nel 1917 la famiglia si trasferì a York ove, all'età di 18 anni, Baines divenne un musicista di professione. La prima guerra mondiale era quasi al termine quando egli fu arruolato nell'esercito, ma presto rientrò a casa.
Durante la sua breve vita (morì all'età di 23 anni) scrisse oltre 150 brani, principalmente per pianoforte.
Le sue composizioni risentono molto del contatto con i paesaggi naturali del suo territorio, da lui molto ben conosciuti e grandi fonti di ispirazione.
Morì tragicamente nel 1922, in seguito alla tubercolosi da cui era affetto.